# Marek Dzienkiewicz
Marek Dzienkiewicz (ur. 1951 w Warszawie) – polski malarz i nauczyciel akademicki. Od 2014 roku profesor sztuk plastycznych. Studiował na Akademii Sztuk Pięknych w Warszawie na Wydziale Malarstwa, dyplom obronił w 1974 roku. Zajmuje się abstrakcją geometryczną. Na różnych etapach twórczość jego reprezentowała takie kierunki jak konstruktywizm, minimal art czy Art Deco. Ma na koncie ponad 20 wystaw indywidualnych i 60 zbiorowych. Jego prace znajdują się m.in. w Muzeum Narodowym w Warszawie.